# SPIRIT OF PROGRESS E.P.
「SPIRIT OF PROGRESS E.P.」（スピリット オブ プログレス イーピー）は、Dragon Ashの23枚目のシングル。2010年11月3日発売。発売元はMOB SQUAD。

## 解説
- 「AMBITIOUS」から5ヶ月ぶりのシングル。
- 2000年11月「Lily's e.p.」以来10年ぶりのE.P.[2]。
- リードトラックは「ROCK BAND」と「TIME OF YOUR LIFE」の2曲。[2]
- 「ROCK BAND」はロックフェス「閃光ライオット」の2010年度テーマソング。山嵐のボーカルSATOSHIとGNz-WORDのボーカルKO-JI ZERO THREEが参加。
- 「TIME OF YOUR LIFE」は、2010年に解散したロックバンド、SBKに捧げた楽曲。
- 通常盤と初回限定盤[3]の2形態で発売。
- 初回限定盤はCD EXTRA仕様。デジタルフォトブック「ROCK BAND」視聴可能[2]。
- オリコンチャート最高位9位を獲得した。

## 収録曲
- 作詞：Kj（特記以外）　作曲・編曲：Dragon Ash

1. ROCK BAND feat. SATOSHI, KO-JI ZERO THREE
  - 作詞：Kj・SATOSHI・KO-JI ZERO THREE
2. GHOST REMAINS feat. UZI-ONE
  - 作詞：Kj・UZI-ONE
3. TIME OF YOUR LIFE
4. PARTIAL BLIND

## 収録アルバム
オリジナル
- 『MIXTURE』（#1,3　2009年3月4日）

ベスト
- 『LOUD & PEACE』（#1,3　2012年8月22日）